# Krasnybór
Krasnybór (lit. Krasniburas) – wieś w Polsce położona w województwie podlaskim, w powiecie augustowskim, w gminie Sztabin.
W latach 1954–1957 wieś należała i była siedzibą władz gromady Krasnybór. W latach 1975–1998 miejscowość administracyjnie należała do województwa suwalskiego.
Nazwa wsi Krasnybór wywodzi się od dawnej puszczy – Krasnego Boru.

## Historia
Krasnymborem nazywano część Puszczy Grodzieńskiej, którą po 1492 roku jako „ziemię podłaźną” nadał wielki książę Aleksander Jagiellończyk leśniczemu Koledzie, a w 1506 podskarbiemu litewskiemu – Bohdanowi Chreptowiczowi. Nazwa ta przeszła na dobra, a później na ośrodek zarządzania.
Adam Iwanowicz Chreptowicz, podkomorzy nowogródzki wraz z żoną Anną ufundowali tutaj drewniany kościół dla parafii rzymskokatolickiej erygowanej 27 sierpnia 1598 roku. Fundusz parafii katolickiej w 1598 r. ustanowił trzy jarmarki: na dzień Zwiastowania Panny Marii (25 III), na dzień Nawrócenia Świętego Pawła (25 I) i trzeci w dniu Świętego Bartłomieja (24 VIII). W 1617 roku Adam Chreptowicz ukończył budowę murowanej świątyni dla unickich bazylianów, jednak gdy w wyniku zarazy wymarli wszyscy poddani monasteru bazyliańskiego, Adam Chreptowicz zamienił w 1627 roku fundusz bazylianów na dobra w Nowogródku, dokąd przenieśli się mnisi. W roku 1661 Samuel Litawor Chreptowicz na prośbę swojej matki Anny, po odejściu bazylianów, ufundował przy kościele zakonnym klasztor bernardynów, jednak fundacja ta nie utrzymała się, dlatego w ich miejsce w roku 1679 sprowadzono zakon dominikanów. Dominikanie trwali do kasaty zakonu w roku 1825. Obok zakonu, przynajmniej w XIX w. funkcjonował pleban krasnoborski urzędując w drewnianym kościele stojącym w obrębie cmentarza grzebalnego w miejscu, gdzie obecnie stoi kościół św. Rocha. Po zawaleniu się kościoła drewnianego i po odejściu dominikanów proboszcz przeniósł się do kościoła zakonnego i zamieszkał w opuszczonym i częściowo zdewastowanym klasztorze.
Wieś magnacka położona była w końcu XVIII wieku w powiecie grodzieńskim województwa trockiego.

## Zabytki
Znajdują się tu dwie zabytkowe świątynie: kaplica św. Rocha (w miejscu pierwotnego drewnianego kościoła parafialnego) i świątynia zakonna zbudowana w latach około 1614–1617 (parafialny w XIX wieku).

### Zabytki według rejestru
- rzymskokatolicki kościół parafialny pod wezwaniem Zwiastowania Najświętszej Marii Panny zbudowana między rokiem 1614 a 1617[8][9]. Kościół jest najstarszym obiektem sakralnym na Suwalszczyźnie i pierwotnie zbudowana była dla unickich mnichów bazylianów przybyłych do opieki nad tutejszym mauzoleum rodziny Chreptowiczów[8]. Stanowi oryginalne połączenie renesansu z gotykiem. Założony na planie krzyża greckiego, zaokrąglonego na końcach w kształt trójliścia. W 1680 roku wdowa po Samuelu Chreptowiczu, Konstancja z Dolskich sprowadziła do Krasnegoboru dominikanów, którzy na jej polecenie objęli świątynię[8]. Najcenniejszym elementem wyposażenia kościoła jest słynący łaskami olejny obraz Matki Boskiej z Dzieciątkiem. Pochodzi co najmniej z połowy XVII wieku i według legendy nie daje się kopiować. W 1825 roku na żądanie carskich władz zaborczych kościół i klasztor musieli opuścić dominikanie[8]. Po rozebraniu zrujnowanego drewnianego kościoła parafialnego w 1830 roku, kościół zakonny przejął czasowo funkcję kościoła parafialnego i wtedy też przeniesiono na niego wezwanie Zwiastowania NMP (jeszcze pod koniec wieku XVIII nosił wezwanie św. Katarzyny Sieneńskiej)[8], nr rej.:231 z 25.10.1966 oraz 40 z 24.05.1979
- cmentarz kościelny, nr rej.:jw.
- kaplica pod wezwaniem św. Rocha z 1870 roku w miejscu dawnego drewnianego kościoła parafialnego rozebranego ze starości w 1830 roku[8]. W latach 1984–1990 przeprowadzono rozbudowę kaplicy o kruchtę wraz z sygnaturką wg projektu architektów Jolanty Górnik-Niemiec i A. Szulca[8], nr rej.:663 z 10.03.1989
- rzymskokatolicki cmentarz parafialny, XIX, nr rej.:A-874 z 18.11.1991[11].